# كوروهيو: ريو غا غوتوكو شينشو
كوروهيو: ريو غا غوتوكو شينشو (باليابانية: クロヒョウ　龍が如く新章) ، هي لعبة إلكترونية من نوع أكشن مغامرات، أنتجت عام 2010م، وهي الجزء الفرعي لسلسلة ياكوزا.

## وصلات خارجية
- كوروهيو: ريو غا غوتوكو شينشو على موقع IMDb (الإنجليزية)

- Official website
- Official TV drama website